# Wakinyan
Wakinyan (Waukkeon, Waukheon; Gromovnik; Thunderer, Thunder Bird, Thunder Being, Thunder Spirit, Thunders) Kod Indijanaca Dakota, Lakota i Nakoda ili Assiniboina Wakinyan, na engleskom poznat kao Thunderer ili Thunderbird, moćni je nebeski duh. Gromovnik ima oblik divovske ptice, s krilima koja proizvode zvuk groma i očima koje sijevaju munje. Gromovnik je smrtni neprijatelj rogate zmije Unktehi.